# Ottorino Fiore
Ottorino Fiore (Postiglione, 20 settembre 1944 – Lecce, 6 aprile 2012) è stato un politico italiano.

## Biografia
Nato a Postiglione, nella provincia di Salerno, dove il padre Renato era medico condotto, fu un esponente di spicco della Democrazia Cristiana a Lecce, dove esercitò la professione di avvocato. Nel 1985 venne eletto consigliere comunale della città, riconfermato nel 1990, ricoprendo anche l'incarico di assessore dal 1986 al 1993 nelle giunte presiedute da Augusto Melica e Francesco Corvaglia. Il 10 maggio 1993 fu eletto sindaco di Lecce, guidando un esecutivo pentapartito di centro-sinistra nel periodo delle inchieste di Mani pulite.
Fu candidato alla Camera dei deputati alle elezioni politiche del 1994, senza tuttavia risultare eletto.
Malato di cuore, si spense improvvisamente il 6 aprile 2012 all'età di sessantotto anni.